# Gwangju Biennale

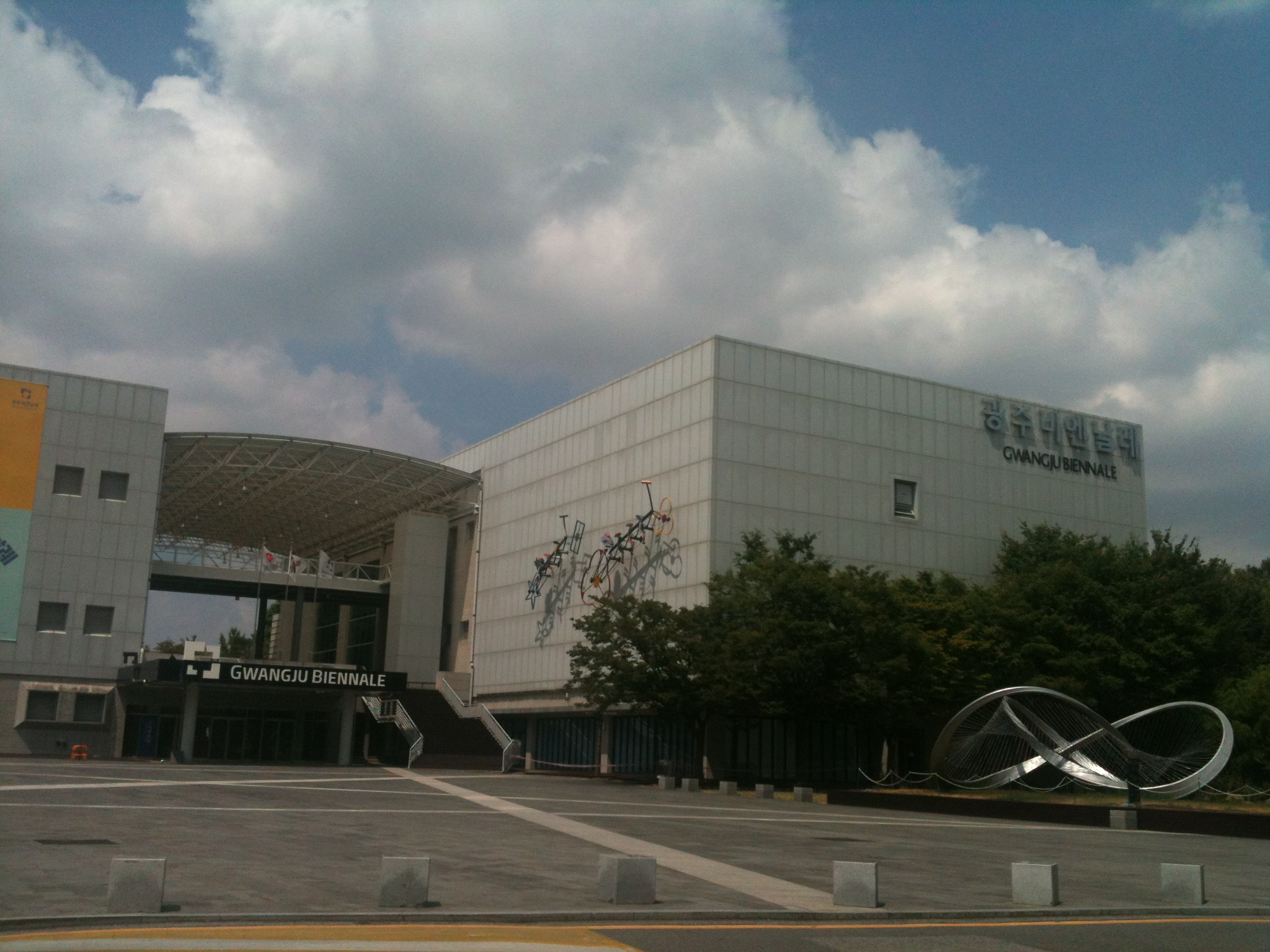
Gwangju-Biennale-Ausstellungshalle

Die Gwangju Biennale, die 1995 erstmals in der südkoreanischen Großstadt Gwangju stattfand, war die erste Biennale zeitgenössischer Kunst in Asien.

## Geschichte
- Erste  20. September – 20. November 1995  Jenseits der Grenzen
- Zweite  1. September – 27. November 1997  Dekartierung des Globus
- Dritte  29. März – 7. Juni 2000  Mensch und Raum
- Vierte  29. März – 29. Juni 2002 P_A_U_S_E
- Fünfte  10. September – 13. November 2004. Ein Staubkorn Ein Wassertropfen
- Sechste  8. September – 11. November 2006. Fieber Variationen
- Siebte  5. September – 9. November 2008.
- Elfte 2. September – 6. November 2016. The Eighth Climate
- Zwölfte  7. September – 11. November 2018. Imagined Borders
- Dreizehnte 1. April – 9. Mai 2021. Minds Rising, Spirits Tuning

### Erste: Jenseits der Grenzen (1995)
An der ersten Biennale nahmen 660 Künstler aus 58 Ländern teil. 817 Kunstwerke wurden ausgestellt.
Das Oberthema „Jenseits der Grenzen“ kombinierte alle möglichen identifikatorischen Unterscheidungen und Indifferenzen. Dazu gehörten beispielsweise Ideologie, Nationen, Religionen, Hautfarben, Kulturen, Kunststile. Besonders viele innovative junge Künstler waren dabei.

### Zweite: Dekartierung des Globus (1997)
Der Hauptgedanke der zweiten Gwangju Biennale war dem der ersten sehr ähnlich. Blickpunkt war die Überwindung nationaler Grenzen und der Vorurteile über Zentrum und Peripherie. Das Thema, „Dekartierung des Globus“, ist auch abgeleitet von dem koreanischen Meditations-Konzept „Yeobaik“. Dieses meint wörtlich übersetzt „leerer Raum“ – ein fundamentales Grundmotiv koreanischer Kunst.
Die Ausstellung unterteilte sich in fünf Teile: Geschwindigkeit, Raum, Hybrides, Energie und Werden.

### Dritte: Mensch und Raum (2000)
Das Thema war „die Menschheit in ihrer zivilisatorischen Entwicklung in das Zentrum der Ausstellung zu rücken und die Frage zu stellen nach der Conditio humana in der Vergangenheit, Gegenwart und Zukunft“. Die Hauptsektionen der Ausstellung waren untergliedert nach Weltregionen.

### Vierte: P_A_U_S_E (2002)
Kuratiert wurde die vierte Gwangju Biennale von Charles Esche, Hou Hanru und San Wan Kyung. Thema war P_A_U_S_E, also der Augenblick der kritischen Überlegung und dynamischen Änderungen in der globalen Kunst-Szene. Darüber hinaus beleuchtete die Biennale das kulturelle und künstlerische Wachstum in der gastgebenden Großstadt Gwangju, deren alternative Kunstszene sowie die Kommunikation zwischen ihren Künstler-Gruppen.

### Fünfte:Ein Staubkorn Ein Wassertropfen(2004)
Die Gwangju Biennale 2004, kuratiert von Yongwoo Lee und co-kuratiert von Kerry Brougher und Sukwon Chang, handelte als experimentelles Kultur-Forum von der Aufwertung des Publikums. Statt nur passiver Beobachter zu sein, durfte es mit ausgewählten Künstlern der Biennale in gemeinschaftlicher Herstellung von Werken der Kunst aktiv partizipieren. Ein Staubkorn Ein Wassertropfen ist ein vitales natürliches Phänomen und zugleich eine ökologische Interpretation von Ordnung. Es beschreibt den Kreislauf von Kreation und Auslöschung. Staub suggeriert Lärm und Schreie, enthält die Objekte unserer ausufernden Konsumsphäre aus der industrialisierten Gesellschaft. Ein Wassertropfen suggeriert das Medium der Schöpfung, belebt das Unbelebte, um den Kreislauf des Lebens zu ermöglichen. Staub plus Wasser heilt die negativen Elemente der zeitgenössischen Gesellschaft. Damit werden neue kulturelle und ästhetische Werte in der Gegenwarts-Welt revitalisiert.

### Sechste: Fieber Variationen (2006)
Künstlerische Direktorin der Ausstellung war Kim Hong-hee. Sie arbeitete mit den Kuratoren Wu Hung und Kim San-yun. Das Thema betonte die aufstrebende Entfaltung Asiens und der Globalisierung, die außer der Ökonomie eben auch Kunst und Kultur zu fiebrigen Entwicklungslinien anspornt.

### Siebte: (2008)
Künstlerischer Direktor der Ausstellung mit dem Titel „Annual Report: A Year In Exhibitions“ war Okwui Enwezor. Weitere Kuratoren waren Ranjit Hoskoté und die Südkoreanerin Hyunjin Kim.

### Neunte (2012)
Die Kunstschau mit Werken von mehr als neunzig internationalen Künstlern wurde von sechs Frauen aus China, Japan, Indien, Südkorea, Indonesien und Qatar kuratiert. Der Titel war „Roundtable“ mit sechs Unterthemen, um „die Vielschichtigkeit der zeitgenössischen Kunst zu zeigen“, wie die südkoreanische Kuratorin Sunjung Kim erklärte. Die Biennale habe sich „politisch und kritisch“ präsentiert, schrieb die FAZ.

### Elfte: (2016)
Kuratorin der Ausstellung mit dem Titel „The Eighth Climate“ war Maria Lind.

### Zwölfte: (2018)
An der 12. Gwangju Biennale nahmen 165 Künstler aus 43 verschiedenen Ländern verteilt auf sieben Ausstellungsplätze teil. Sie wurde von einem Kollektiv von elf Kuratoren aus der ganzen Welt zusammengestellt.

### Dreizehnte: (2021)
Die 13. Biennale, die für 2020 geplant war, aber aufgrund der COVID-19-Pandemie verschoben wurde, fand vom 1. April bis 9. Mai 2021 in Seoul unter dem Titel Minds Rising, Spirits Tuning statt, kuratiert von Defne Ayas and Natasha Ginwala. Sie umfasste Werke von 69 Künstlern an vier Veranstaltungsorten und einem digitalen Programm mit Podcasts, Videos und Online-Veröffentlichungen.